# Denver Nuggets

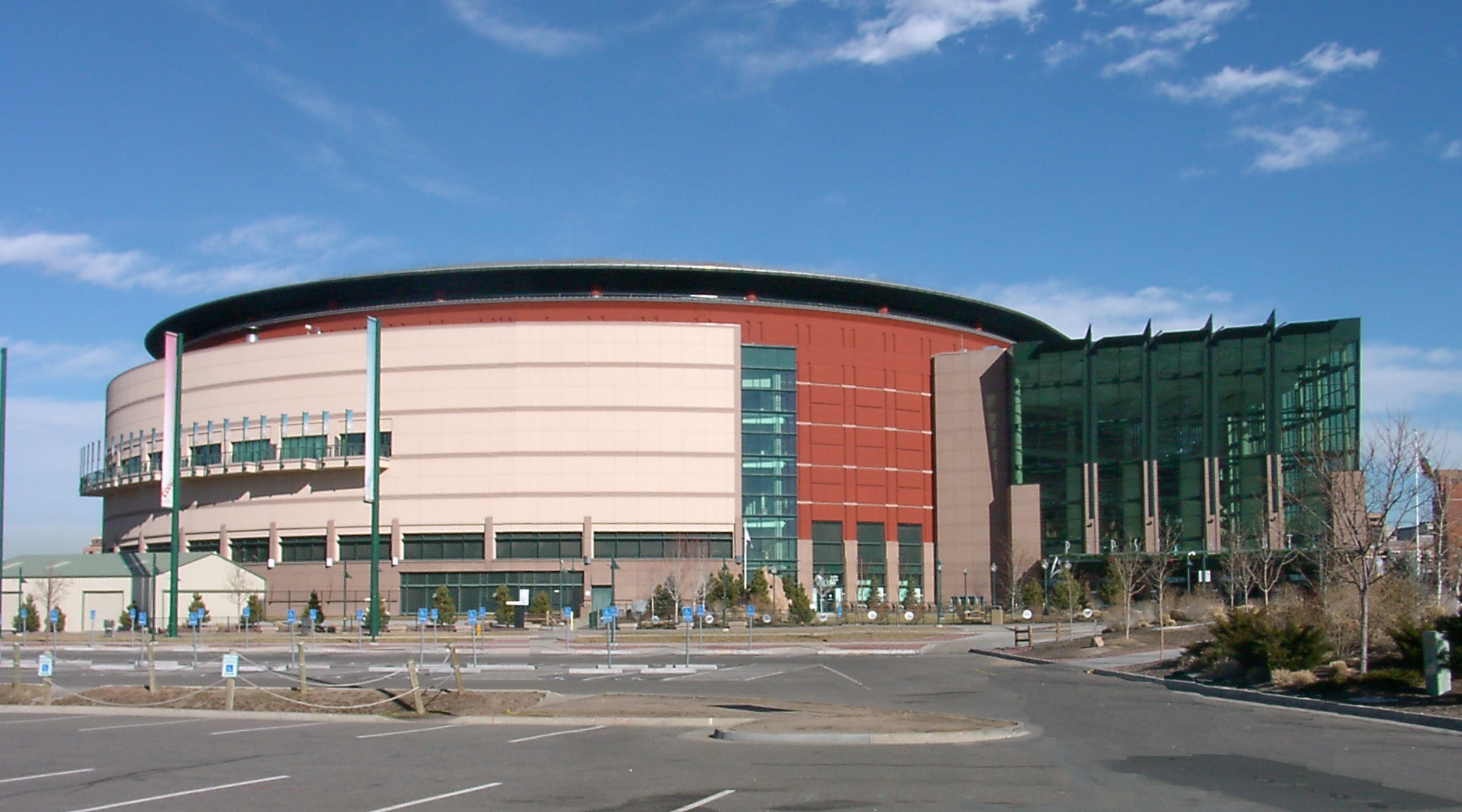
Domácí hala týmu

Denver Nuggets je basketbalový tým hrající severoamerickou ligu National Basketball Association. Patří do Severozápadní divize Západní konference NBA.
Tým byl založen roku 1967 pod názvem Denver Rockets, v roce 1974 se přejmenoval na dnešní Denver Nuggets. Pod tímto názvem vstoupil v roce 1976 do NBA v rámci sloučení s American Basketball Association, které se před tím účastnil.
Za svou historii v NBA dokázali Nuggets celkem pětkrát vyhrát titul ve své divizi, ani jednou se jim však nepodařilo připojit konferenční titul.

## Statistika týmu
| Sezóna         | Výhry | Prohry | %    | Účast v play-off                                     | Výsledky v play-off                                                 |
| ABA            | ABA   | ABA    | ABA  | ABA                                                  | ABA                                                                 |
| -------------- | ----- | ------ | ---- | ---------------------------------------------------- | ------------------------------------------------------------------- |
| Denver Rockets |       |        |      |                                                      |                                                                     |
| 1967-68        | 45    | 33     | 57,7 | Divizní semifinále                                   | 2:3 New Orleans Buccaneers                                          |
| 1968-69        | 44    | 34     | 56,4 | Divizní semifinále                                   | 3:4 Oakland Oaks                                                    |
| 1969-70        | 51    | 33     | 60,7 | Divizní semifinále Divizní finále                    | 4:3 Washnigton Capitols 1:4 Los Angeles Stars                       |
| 1970-71        | 30    | 54     | 35,7 | Divizní tiebreaker                                   | 0:1 Texas Chaparrals                                                |
| 1971-72        | 34    | 50     | 40,5 | Divizní semifinále                                   | 3:4 Indiana Pacers                                                  |
| 1972-73        | 47    | 37     | 56,0 | Divizní semifinále                                   | 1:4 Indiana Pacers                                                  |
| 1973-74        | 37    | 47     | 44,0 | Divizní tiebreaker                                   | 0:1 San Diego Conquistadors                                         |
| Denver Nuggets |       |        |      |                                                      |                                                                     |
| 1974-75        | 65    | 19     | 77,4 | Divizní semifinále Divizní finále                    | 4:2 Utah Stars 3:4 Indiana Pacers                                   |
| 1975-76        | 60    | 24     | 71,4 | Semifinále Finále                                    | 4:3 Kentucky Colonels 2:4 New York Nets                             |
| ABA            | 413   | 331    | 55,4 |                                                      |                                                                     |
| ABA play-off   | 27    | 37     | 42,1 |                                                      |                                                                     |
| NBA            |       |        |      |                                                      |                                                                     |
| 1976-77        | 50    | 32     | 61,0 | Konferenční semifinále                               | 2:4 Portland Trail Blazers                                          |
| 1977-78        | 48    | 34     | 58,5 | Konferenční semifinále Konferenční finále            | 4:3 Milwaukee Bucks 2:4 Seattle SuperSonics                         |
| 1978-79        | 47    | 35     | 57,3 | První kolo                                           | 1:2 Los Angeles Lakers                                              |
| 1979-80        | 30    | 52     | 36,6 |                                                      |                                                                     |
| 1980-81        | 37    | 45     | 45,1 |                                                      |                                                                     |
| 1981-82        | 46    | 36     | 56,1 | První kolo                                           | 1:2 Phoenix Suns                                                    |
| 1982-83        | 45    | 37     | 54,9 | První kolo Konferenční semifinále                    | 2:1 Phoenix Suns 1:4 San Antonio Spurs                              |
| 1983-84        | 38    | 44     | 46,3 | První kolo                                           | 2:3 Utah Jazz                                                       |
| 1984-85        | 52    | 30     | 63,4 | První kolo Konferenční semifinále Konferenční finále | 3:2 San Antonio Spurs 4:1 Utah Jazz 1:4 Los Angeles Lakers          |
| 1985-86        | 47    | 35     | 57,3 | První kolo Konferenční semifinále                    | 3:1 Portland Trail Blazers 2:4 Houston Rockets                      |
| 1986-87        | 37    | 45     | 45,1 | První kolo                                           | 0:3 Los Angeles Lakers                                              |
| 1987-88        | 54    | 28     | 65,9 | První kolo Konferenční semifinále                    | 3:2 Seattle SuperSonics 2:4 Dallas Mavericks                        |
| 1988-89        | 44    | 38     | 53,7 | První kolo                                           | 0:3 Phoenix Suns                                                    |
| 1989-90        | 43    | 39     | 52,4 | První kolo                                           | 0:3 San Antonio Spurs                                               |
| 1990-91        | 20    | 62     | 24,4 |                                                      |                                                                     |
| 1991-92        | 24    | 58     | 29,3 |                                                      |                                                                     |
| 1992-93        | 36    | 46     | 43,9 |                                                      |                                                                     |
| 1993-94        | 42    | 40     | 51,2 | První kolo Konferenční semifinále                    | 3:2 Seattle SuperSonics 3:4 Utah Jazz                               |
| 1994-95        | 41    | 41     | 50,0 | První kolo                                           | 0:3 San Antonio Spurs                                               |
| 1995-96        | 35    | 47     | 42,7 |                                                      |                                                                     |
| 1996-97        | 21    | 61     | 25,6 |                                                      |                                                                     |
| 1997-98        | 11    | 71     | 13,4 |                                                      |                                                                     |
| 1998-99        | 14    | 36     | 28,0 |                                                      |                                                                     |
| 1999-2000      | 35    | 47     | 42,7 |                                                      |                                                                     |
| 2000-01        | 40    | 42     | 48,9 |                                                      |                                                                     |
| 2001-02        | 27    | 55     | 32,9 |                                                      |                                                                     |
| 2002-03        | 17    | 65     | 20,7 |                                                      |                                                                     |
| 2003-04        | 43    | 39     | 52,9 | První kolo                                           | 1:4 Minnesota Timberwolves                                          |
| 2004-05        | 49    | 33     | 59,8 | První kolo                                           | 1:4 San Antonio Spurs                                               |
| 2005-06        | 44    | 38     | 53,7 | První kolo                                           | 1:4 Los Angeles Clippers                                            |
| 2006-07        | 45    | 37     | 54,9 | První kolo                                           | 1:4 San Antonio Spurs                                               |
| 2007-08        | 50    | 32     | 61.0 | První kolo                                           | 0:4 Los Angeles Lakers                                              |
| 2008-09        | 54    | 28     | 65,9 | První kolo Konferenční semifinále Konferenční finále | 4:1 New Orleans Hornets 4:1 Dallas Mavericks 2:4 Los Angeles Lakers |
| 2009-10        | 54    | 29     | 63,6 | První kolo                                           | 2:4 Utah Jazz                                                       |
| 2010-11        | 50    | 32     | 61,0 | První kolo                                           | 1:4 Oklahoma City Thunder                                           |
| 2011-12        | 38    | 28     | 57,6 | První kolo                                           | 3:4 Los Angeles Lakers                                              |
| 2012-13        | 57    | 25     | 69,5 | První kolo                                           | 2:4 Golden State Warriors                                           |
| 2013-14        | 36    | 46     | 43,9 |                                                      |                                                                     |
| 2014-15        | 30    | 52     | 36,6 |                                                      |                                                                     |
| 2015-16        | 33    | 49     | 40,2 |                                                      |                                                                     |
| NBA            | 1563  | 1669   | 48,4 |                                                      |                                                                     |
| NBA play-off   | 61    | 101    | 37,7 |                                                      |                                                                     |
| Celkem         | 1976  | 2000   | 49,7 |                                                      |                                                                     |
| Play-off       | 88    | 112    | 44,0 |                                                      |                                                                     |